# Eremulus
Eremulus är ett släkte av kvalster. Eremulus ingår i familjen Eremulidae.

## Dottertaxa tillEremulus, i alfabetisk ordning[1]
- Eremulus adami
- Eremulus africanus
- Eremulus antis
- Eremulus australis
- Eremulus avenifer
- Eremulus baliensis
- Eremulus berlesei
- Eremulus brasiliensis
- Eremulus cingulatus
- Eremulus clavatoflagellatus
- Eremulus crispus
- Eremulus curviseta
- Eremulus densus
- Eremulus elegans
- Eremulus flagellifer
- Eremulus foveolaltus
- Eremulus hastatus
- Eremulus jyotsnai
- Eremulus lanceocrinus
- Eremulus monstrosus
- Eremulus nigrisetosus
- Eremulus pectinatus
- Eremulus pilipinus
- Eremulus renukae
- Eremulus rigidisetus
- Eremulus rimosus
- Eremulus serratus
- Eremulus spinifer
- Eremulus tenuis
- Eremulus translamellatus
- Eremulus truncatus